# Helen Stewart
Helen Stewart (1938) è un'ex nuotatrice e pallavolista canadese, sorella della nuotatrice Mary Stewart.

## Biografia

### Nuoto
Specializzata nel dorso e nello stile libero, ha partecipato ai Giochi di Melbourne 1956, gareggiando nei 100m sl, nella Staffetta 4x100m sl. Fu selezionata anche per i 200m dorso, ma alla fine non vi gareggiò.
Ai Giochi panamericani, le maggiori soddisfazioni, con 4 medaglie nel periodo 1955-1959.

### Pallavolo
Dopo la sua carriera nel nuoto ha vinto quattro campionati canadesi di pallavolo (1964, 1966, 1967, 1968) ed è stata membro del Canada ai Giochi panamericani del 1967, ottenendo il 6º posto, e del 1971, ottenendo il 5º posto.